# آریستیدس پریرا
آریستیدس پریرا (انگلیسی: Aristides Pereira؛ ۱۷ نوامبر ۱۹۲۳ – ۲۲ سپتامبر ۲۰۱۱) یک سیاست‌مدار اهل کیپ ورد بود. آریستیدس پریرا در ۲۲ سپتامبر ۲۰۱۱ در سن ۸۷ سالگی درگذشت.